# Салминське сільське поселення
Салми́нське сільське поселення (рос. Салминское сельское поселение) — муніципальне утворення у складі Ромодановського району Мордовії, Росія. Адміністративний центр — село Салма.

## Населення
Населення — 544 особи (2019, 603 у 2010, 668 у 2002).

## Склад
До складу поселення входять такі населені пункти:
| Населений пункт                | Населення, осіб (2002) | Населення, осіб (2010) |
| ------------------------------ | ---------------------- | ---------------------- |
| Александровський Лужок, селище | 7                      | 3                      |
| Красний Узел, селище           | 565                    | 537                    |
| Салма, село                    | 96                     | 63                     |